# Proffitt's
Proffitt's was een warenhuisketen gevestigd in Alcoa, Tennessee. Op 8 maart 2006 werden de warenhuizen van Proffitt's en McRae's omgebouwd tot Belk-winkels. Belk verwierf de twee ketens in juli 2005 van Saks, Inc.

## Geschiedenis

### Begin
Juwelier David W. Proffitt en James Ellis richtten in 1919 de Ellis-Proffitt Co. op in Main Street in het centrum van Maryville, Tennessee. De eerste winkel had zeven afdelingen: confectiekleding voor dames, damesaccessoires, hoeden, herenschoenen, textielwaren en een koopjeskelder. Ellis verkocht zijn aandeel in het bedrijf in 1921 wegens ziekte aan Proffitt. Het bedrijf breidde uit door in 1936 een tweede winkel te openen in Athens, Tennessee. In de jaren 1960 verhuisde de winkel in  Maryville van het centrum naar Midland Plaza in Alcoa.
In 1982 verhuisde de winkel opnieuw naar de Foothills Mall in Maryville, waar thet wee winkels had; een winkel voor damesmode en de andere voor herenmode, kindermode en wonen. Dit bleef zo tot de overname van Belk. In 1970 werd in Maryville een magazijn en distributiecentrum geopend. Een locatie in Knoxville werd in 1972 geopend in de West Town Mall en in 1974 volgde een filiaal in Oak Ridge. Een tweede winkel in Knoxville werd in 1984 toegevoegd in de East Towne Mall (nu het Knoxville Center). In 1984 had het bedrijf vier winkels en een jaaromzet van $ 40 miljoen.
Na 65 jaar in handen van de familie te zijn geweest, werd het in 1984 overgenomen door RBM Acquisition Co., onder leiding van R. Brad Martin.

### Beursgang
Proffitt's Inc. ging op 3 juli 1987 naar de beurs op de NASDAQ-markt onder het symbool PRFT. De West Town Mall-locatie in Knoxville werd uitgebreid tot 122,000 square feet (11,300 m   later dat jaar waardoor het de grootste winkel in de keten is. Proffitt's kocht het in Chattanooga gevestigde Loveman's Department Store in 1986 en voegde er vier Chattanooga-winkels en één in Dalton, Georgia aan toe, de eerste locatie buiten Tennessee.
In 1989 werd een nieuwe winkel van 7.000 m² geopend in Biltmore Square Mall in Asheville, North Carolina, wat het totaal aantal winkels op elf bracht. In de jaren 1992 en 1993 vonden een aantal overnames plaats, waardoor Proffitt's een van de snelst groeiende detailhandelaren in de VS werd. Gedurende die tijd kocht het bedrijf 18 Hess-warenhuizen in Tennessee, Virginia, Kentucky en Georgia. Sommige van deze locaties waren voorheen een filiaal van Miller's of Tennessee. Hierdoor werden nieuwe winkels toegevoegd in Rome in Georgia; Elizabethtown en Ashland in Kentucky; Bristol in Virginia; en Kingsport en Johnson City in Tennessee. In het najaar van 1992, kort voordat de aankoop van Hess werd afgerond, werd een nieuwe Proffitt's-winkel geopend in The Mall in Johnson City, toen het bedrijf de Tri-Cities-markt betrad. De aankoop van de Hess leidde tot een formule met twee winkels in het winkelcentrum, vergelijkbaar met die in de Foothills Mall in Maryville. In Johnson City werden, nadat de winkel van Hess was ontruimd en gerenoveerd, de heren- en woonwinkels naar dat gebouw verplaatst, waardoor de dames- en kinderwinkel in het nieuw gebouwde Proffitt's-gebouw achterbleef.

### Overnames van McRae's en Parks-Belk
Proffitt's kocht in 1994 de in Jackson, Mississippi gevestigde keten McRae's. De winkels van McRae bleven, in tegenstelling tot de eerdere overnames, zelfstandig en onder hun eigen naam opereren. In 1995 kocht Proffitt's Parks-Belk, een onafhankelijk dochteronderneming van het in Charlotte, North Carolina gevestigde Belk, Inc. Deze aankoop gaf Proffitt's voor het eerst een aanwezigheid in Greeneville, Tennessee, en gaf het bedrijf extra winkels in de winkelcentra in Kingsport en Johnson City. Een vestiging van Parks-Belk in Morristown, Tennessee, maakte deel uit van de deal, maar de winkel werd gesloten in plaats van omgebouwd tot een Proffitt's. 
Proffitt's in Johnson City werkte al volgens het concept van twee vestigingen, waardoor het bedrijf drie winkels in hetzelfde winkelcentrum had. De voormalige winkel van Hess, waar de heren- en woonwinkel gevestigd was, werd ontruimd en verplaatst naar de voormalige locatie van Belk, samen met de kinderafdeling. Door deze stap ontstond de grootste Proffitt's Men's Store van het bedrijf en kreeg de damesafdeling een eigen winkel. De voormalige Hess-winkel in de Fort Henry Mall in Kingsport werd omgebouwd tot de grootste Proffitt's Home Store, terwijl alle andere afdelingen in de voormalige Parks-Belk-locatie bleven. Proffitt's zou later winkels openen in Spartanburg, South Carolina, Morgantown en Parkersburg, West Virginia, en uiteindelijk zouden ze een nieuwe winkel openen in de College Square Mall in Morristown, Tennessee.

### Overnames van warenhuizen
Parisian, gevestigd in Birmingham, Alabama, en Younkers, gevestigd in Des Moines, Iowa, werden beide in 1996 overgenomen en behielden hun eigen namen en operationele eenheden. Herberger's werd in 1997 gekocht en behield eveneens zijn naam. In hetzelfde jaar verhuisde het bedrijf van de NASDAQ naar de New York Stock Exchange en begon het te handelen onder het symbool PFT. Het bedrijf kocht in 1998 de Carson Pirie Scott-keten, waaronder ook Boston Store en Bergner's vielen. Deze winkels werden onder hun respectievelijke namen verder geëxploiteerd. Later in 1998 nam het bedrijf Brody's uit North Carolina over en die winkels werden omgebouwd tot Proffitt's. In 1998 nam Proffitt's ook een groep van 15 winkels over van Dillard's, nadat het Mercantile Stores had overgenomen. Vijf voormalige Castner Knott-winkels in Nashville, Tennessee, werden omgedoopt tot Proffitt's, maar werden in 2001 verkocht aan May Department Stores, nadat ze onder het management van Proffitt marginaal winstgevend waren gebleken. Daarna werden deze door May tot 2006 geëxploiteerd als Hecht's en daarna als Macy's. De voormalige Brody's-winkels werden in 2004 verkocht aan Belk. Ook opende Proffitt's in 2004 een winkel in Alabama, in de Riverchase Galleria, in de buitenwijk Hoover van Birmingham. Op de plek waar Macy's was vrijgekomen, is nu een Von Maur-winkel gevestigd. De namen Carson Pirie Scott, Bergner's, Boston Store, Herberger's en Younkers werden uiteindelijk op 6 maart 2006 verkocht aan The Bon-Ton Stores.

### Fusie met Saks Fifth Avenue
Eind 1998 vond de grootste naamswijziging plaats toen Proffitt's Saks Holdings Inc. kocht, de holdingmaatschappij van de luxe retailer Saks Fifth Avenue. Na afronding van de overname werd de naam van het bedrijf gewijzigd in Saks, Inc. en het NYSE-tickersymbool in SKS. 

### Verkoop aan Belk
De activiteiten van McRae zouden uiteindelijk worden samengevoegd in de kantoren van de divisie Proffitt in Alcoa, Tennessee. Ze zouden echter wel onder de naam McRae blijven opereren. Het jaar 2005 zou het einde van de namen Proffitt's en McRae's inluiden met de aankoop van die winkels door Belk. Op 8 maart 2006 werden alle winkels van McRae's en Proffitt's omgebouwd tot Belk. Door de conversie kwam een einde aan twee van de bekendste winkelnamen in het zuiden van de Verenigde Staten. De enige uitzonderingen waren de twee McRae's-filialen in Alabama, in Tuscaloosa en Gadsden, die werden behouden om te worden omgebouwd tot vestigingen in Parisian. Op 2 oktober 2006 werd Parisian verkocht aan Belk, waarna deze twee locaties bijna een jaar na de aankoop omgedoopt werden tot Belk-winkels.